# Xabier Gómez García
Xabier Gómez García (Azkoitia, Guipúscoa, 11 d'abril de 1970) és un dominic espanyol, que l'octubre de 2024 fou nomenat pel papa Francesc com a nou bisbe del Bisbat de Sant Feliu de Llobregat, substituint en el càrrec a Agustín Cortés.
Llicenciat en Teologia per la Facultat de Teologia de Sant Esteve de Salamanca, màster en Orientació i Mediació Familiar per la Universitat Pontifícia de Salamanca i especialitzat en Mediació Social Intercultural per la Universitat Autònoma de Madrid, Xabier Gómez va ser ordenat sacerdot el 1994, i va ingressar a l'Orde dels Predicadors el 2003, realitzant el seu noviciat al convent de formació de Salamanca, on el 2004 va emetre la seva primera professió religiosa.
Entre 1994 i 1997 Xabier Gòmez va exercir el seu ministeri sacerdotal a la Diòcesi de Sant Sebastià on va ser vicari parroquial d'Elgoibar, i entre 1997 i 2003 fou rector i coordinador de la Unitat Pastoral d'Eskoriatza Aretxabareta. Com a frare dominic entre els anys 2006 i 2010 fou vicari parroquial de la parròquia del Sant Crist i coordinador de Pastoral del Col·legi Nostra Senyora d'Atocha, a Madrid. Entre el 2009 i el 2012 fou promotor de pastoral Juvenil i Vocacional de la Província Ordre de Predicadors (OP), i entre el 2010 i 2016 vicari parroquial del santuari parroquial de La nostra Senyora d'Atocha, a Madrid. Posteriorment, entre els ays 2016 i 2018 fou prior del convent de Santa Catarina, a Barcelona. Per altra banda, entre els anys 2013 i 2021 fou el promotor provincial de l'Associació Justícia i Pau de Barcelona i entre el 2016 i 2022 promotor OP de Justícia i Pau a nivell europeu, així com promotor provincial de pastoral Juvenil i Vocacional els anys 2021 i 2022.
Des de l'any 2016 Xabier Gómez és membre de la coordinadora de l'Observatori de Drets Humans Centre d'internament d'estrangers «Samba Martine», i des del 2021 director d'O_LUMEN. Espai per a l'art i les paraules. A l'hora, des del 2021, és també el director del departament de Migracions de la Conferència Episcopal Espanyola (CEE), i des del 2022 director del programa de prenoviciat de la Província OP així com prior del convent de Sant Tomàs d'Aquino-L'Olivar-L'Olivar a Madrid des de l'any 2019.
L'octubre de 2024, va ser nomenat bisbe de Sant Feliu de Llobregat pel papa Francesc. Va ser ordenat el 30 de novembre d'aquell mateix any a la Catedral de Sant Feliu de Llobregat, substituint en el càrrec a  Mons. Agustí Cortés Soriano, que era el bisbe del Bisbat de Sant Feliu de Llobregat des de l'any 2004.